# Antonovka (Sajá)
Antonovka (en ruso: Антоновка) es una localidad rural  (un selo) y el centro adnistrativo del okrug de Oktyabrsky del distrito de Nyurbinsky en la República de Sajá, Rusia, localizado a 2 kilómetros (1.2 mi) de Nyurba, el centro administrativo del distrito. Su población  en el censo de 2010 era de 2,642; sobre  los 2,514 que había en el censo de 2002.